# Moisés Piscoya
Moisés David Piscoya Arteaga (Perú, 1 de agosto de 1981) es un intérprete de lengua de señas peruana (LSP) y activista peruano. Es intérprete oficial del gobierno peruano para personas sordas.

## Biografía
Debido a que es huérfano de padres, fue criado por su hermana sorda, quien le enseñó la lengua de señas. Se dedicó a la carrera de Contabilidad y Administración por su padre contador, pero no la concluyó. Posteriormente estudió sobre interpretación de lengua de señas, la cual adquirió desde niño, pero los estudios de interpretación debió realizarlo en otros países debido a la falta de un instituto especializado en este tipo de estudios en Perú. Cuando terminó, se dedicó a laborar profesionalmente. En 2009 trabajó de suplente para Latina Televisión. En 2010 impulsó una ley junto a sus colegas de la posterior Asociación peruana de intérpretes para reconocer su propio sistema de señas nacional, y que fue reglamentada en 2017.
En la televisión apareció públicamente como intérprete para segmentos del JNE, incluyendo debates presidenciales. Uno de ellos fue entre Keiko Fujimori y Pedro Pablo Kuczynski. Para el debate presidencial de 2021, Moisés utilizó símbolos comunes para indicar al candidato presidencial en cuestión como la letra K para Keiko Fujimori y el sombrero para Pedro Castillo.
Posteriormente se integró como uno de los primeros intérpretes del canal TV Perú desde que se implementó su sistema local en septiembre de 2016 para cumplir el artículo 22 de la Ley N° 29353. Fue seleccionado entre ocho candidatos. Destacan de la programación a TV Perú Noticias, Aprendo en casa y Sin barreras, como también a las actividades oficiales del presidente. Moisés realiza las interpretaciones desde un fondo blanco desde el estudio de canal en Santa Beatriz. También trabaja para otras empresas y artistas para fomentar la inclusión social. Tras la pandemia de COVID-19 es considerado un ícono de la comunidad sorda en el país, la revista Somos destacó como uno de los «personajes del 2020» por su principal colaboración en los informativos.
En 2019 fue invitado para la Teletón de ese año para traducir musicales populares. En 2022 fue nuevamente invitado para participar con un grupo de espectadores para el concierto Coldplay en el Estado Nacional del Perú, que fue parte de la Music of the Spheres World Tour. Además, en ese año, apareció como cameo en la telenovela Luz de luna. En 2023 participó en el concierto de la cantante Daniela Prado para una campaña social del Gran Teatro Nacional.

## Vida privada
Moisés es evangélico. Integra en su iglesia donde vive un club de teatro y canto local.
En febrero de 2022 fue víctima de un robo bancario al transferir a una cuenta falsa tras conseguir su número telefónico. Su operador móvil, Movistar, pidió disculpas y reconoció que se trató de una clonación, al obtener el número telefónico de una organización criminal.